# ینس لارسن
ینس لارسن (انگلیسی: Jens Stryger Larsen؛ زادهٔ ۲۱ فوریهٔ ۱۹۹۱) بازیکن فوتبال اهل دانمارک است.
از باشگاه‌هایی که در آن بازی کرده‌است می‌توان به باشگاه فوتبال بروندبی، باشگاه فوتبال نورشلان و باشگاه فوتبال آستریا وین اشاره کرد.
وی همچنین در تیم‌های ملی فوتبال دانمارک بازی کرده‌است.